# Büyükçekmece
Büyükçekmece és un gran districte de la província d'Istanbul, Turquia, situat en la part europea de la província.

## Història
El territori que envolta l'entrant de la Mar de Màrmara ha estat poblat, abandonat i repoblat al llarg de la història segons passaven exèrcits per la costa d'Istanbul. Es creu que és l'emplaçament de la colònia grega coneguda com a Atira o Atiras. L'arquitecte otomà Mimar Sinan va construir un pont per creuar la desembocadura de l'entrant; a més, existeixen ruïnes de fondes i caravanseralls, la qual cosa demostra que era un lloc on la gent parava quan viatjava a Europa. A començaments del període otomà, es tractava d'una zona forestal i agrícola, però a poc a poc la van anar ocupant pobladors procedents dels Balcans i el Caucas.
Durant els primers anys de la República, continuava sent molt rural, amb cases de camp, terres agrícoles i, al costat del mar, les cases d'estiueig dels habitants d'Istanbul. Era una zona molt popular durant els caps de setmana, per les seves platges de sorra i, fins als anys 1970, les famílies anaven a Büyükçekmece a pescar o passar un dia a la platja.

## Büyükçekmece en l'actualitat

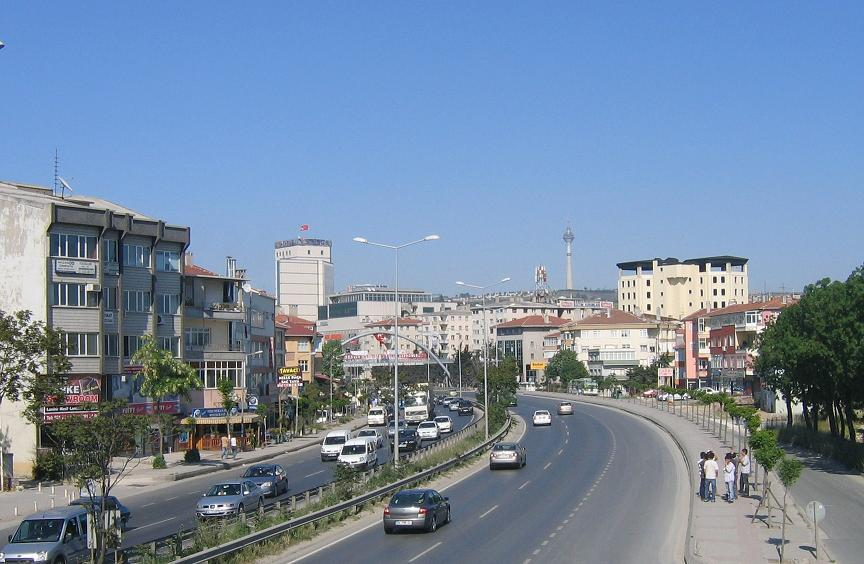
Vista de Büyükçekmece.

El districte de Büyükçekmece inclou una extensa zona interior, part de la qual continua sent rural.
En el centre de la ciutat de Büyükçekmece, hi ha jardins a la costa, parcs infantils i àrees de pícnic. Aquí arriben visitants des d'Istanbul, especialment de les zones properes com Avcılar.
Des dels anys 1950, s'ha industrialitzat i s'han construït nombrosos edificis residencials. La població està constituïda majoritàriament per immigrants d'Anatòlia. En l'actualitat, l'entrant i la Mar de Mármara estan molt contaminats.
El llac Büyükçekmece estava connectat al mar fins que es va construir la presa per proporcionar aigua dolça a Istanbul.

## Ciutatsagermanades
- Gelsenkirchen, Alemanya (des de 2004).
- Salta, Argentina (des de 2000).
- Estocolm Suècia
- Lapatos RTXN
- Vlorë Albània
- Frankfurt Alemanya 2004
- Gorna Oryahovitsa Bulgària
- Pavel Banya Bulgària
- Mamuša Kosovo
- Skopje Macedònia
- Ramat Gan Israel
- Burayo Etiòpia

## Mahalleler
19 Mayıs  ·  Ahmediye  ·  Alkent 2000  ·  Atatürk  ·  Bahçelievler  ·  Batıköy  ·  Celaliye  ·  Cumhuriyet  ·  Çakmaklı  ·  Dizdariye  ·  Fatih  ·  Güzelce  ·  Hürriyet